# 그리스의 유로 주화
그리스의 유로 주화는 각 주화마다 서로 다른 8개의 디자인을 사용하고 있다. 1, 2, 5유로센트 주화는 그리스의 선박, 10, 20, 50유로센트 주화는 그리스의 대표적인 인물을 주제로 하고 있으며 1, 2유로 주화는 그리스의 역사와 신화를 주제로 하고 있다. 주화에는 유럽 연합의 상징인 12개의 별과 발행 연도가 쓰여져 있다. 그리스의 유로센트 단위 주화에는 '렙토'(그리스어: λεπτό, 복수형: λεπτά 렙타[*])라는 단위가 표기되어 있는데 이는 그리스에서 유로가 도입되기 이전에 통용된 화폐에 사용된 단위이기도 하다.

## 그리스의 유로 주화 디자인
| €0.01                                         | €0.02                                    | €0.05                               |
| --------------------------------------------- | ---------------------------------------- | ----------------------------------- |
|                                               |                                          |                                     |
| 기원전 5세기 아테네의 삼단노선                | 19세기 초반의 코르벳                     | 현대 유조선                         |
| €0.10                                         | €0.20                                    | €0.50                               |
|                                               |                                          |                                     |
| 리가스 페레오스의 초상화                      | 요안니스 카포디스트리아스의 초상화       | 엘레프테리오스 베니젤로스의 초상화  |
| €1.00                                         | €2.00                                    | €2 주화 모서리                      |
|                                               |                                          | ΕΛΛΗΝΙΚΗ ΔΗΜΟΚΡΑΤΙΑ (그리스 공화국) |
| 기원전 5세기에 제작된 아테네의 4드라크마 주화 | 황소로 변신한 제우스에게 유괴된 에우로페 |                                     |